# Hemidactylus turcicus
Hemidactylus turcicus är en art i familjen geckoödlor som förekommer kring Medelhavet.

## Utseende
Denna gecko når en längd av cirka 10 cm och en vikt av ungefär 3,5 g. Den har oftast en ljus kroppsfärg med en genomskinande rosa skugga. Arten har flera små knölar på ovansidan samt bruna fläckar och bruna ringar vid svansen. Liksom hos andra släktmedlemmar men i motsats till de flesta andra geckoödlor förekommer häftlammer på handflatan och på fingrarnas första avsnitt men inte på fingertopparna.

## Utbredning
Artens bekräftade utbredningsområde sträcker sig från Marocko över norra Afrika och Mellanöstern till Turkiet där den även når Svarta havet. Den är även känd från Medelhavets stora öar och från några mindre öar. Antagligen lever Hemidactylus turcicus även på det europeiska fastlandet som gränser mot Medelhavet. Längs Nilen når geckon även Egyptens centrala delar och den introducerade i flera egyptiska oaser. Hemidactylus turcicus lever i låglandet och i bergstrakter upp till 1100 meter över havet.
Habitatet utgörs av Medelhavslandskap som buskskogar, klippiga kuststräckor och områden som liknar marskland. Denna gecko är vanlig i kulturlandskap och den besöker byggnader.

## Ekologi
Hemidactylus turcicus är aktiv på natten och äter främst insekter och spindeldjur. Honor kan para sig upp till tre gånger per år och vid varje tillfälle läggs cirka två ägg. Könsmognaden infaller ganska tidig efter cirka åtta månader.

## Status
Några exemplar fångas för att hålla i terrarium men det har ingen betydelse för artens bestånd. IUCN listar Hemidactylus turcicus som livskraftig (LC).